# Дерезня-Загроды
Дерезня-Загроды (пол. Dereźnia-Zagrody) — деревня в Билгорайском повете Люблинского воеводства Польши. Входит в состав гмины Билгорай. По данным переписи 2011 года, в деревне проживало 494 человека.

## География
Деревня расположена на юго-востоке Польши, на левом берегу реки Чарна-Лада, на расстоянии приблизительно 4 километров к юго-западу от города Билгорай, административного центра повета. Абсолютная высота — 201 метр над уровнем моря. К востоку от населённого пункта проходит региональная автодорога 835, к северу — региональная автодорога 858.

## История
Наряду с Дерезней-Сольской, Дерезней-Загроды раньше была частью местности Дерезня. Как отдельная деревня, она функционирует с XIX века.
В период с 1975 по 1998 годы Дерезня-Загроды входила в состав Замойского воеводства.

## Население
Демографическая структура по состоянию на 31 марта 2011 года:
|         | Всего | До трудоспособного возраста | Трудоспособного возраста | Старше трудоспособного возраста |
| ------- | ----- | --------------------------- | ------------------------ | ------------------------------- |
| Мужчины | 255   | 58                          | 177                      | 20                              |
| Женщины | 239   | 51                          | 143                      | 45                              |
| Всего   | 494   | 109                         | 320                      | 65                              |